# DFSギャラリア・沖縄

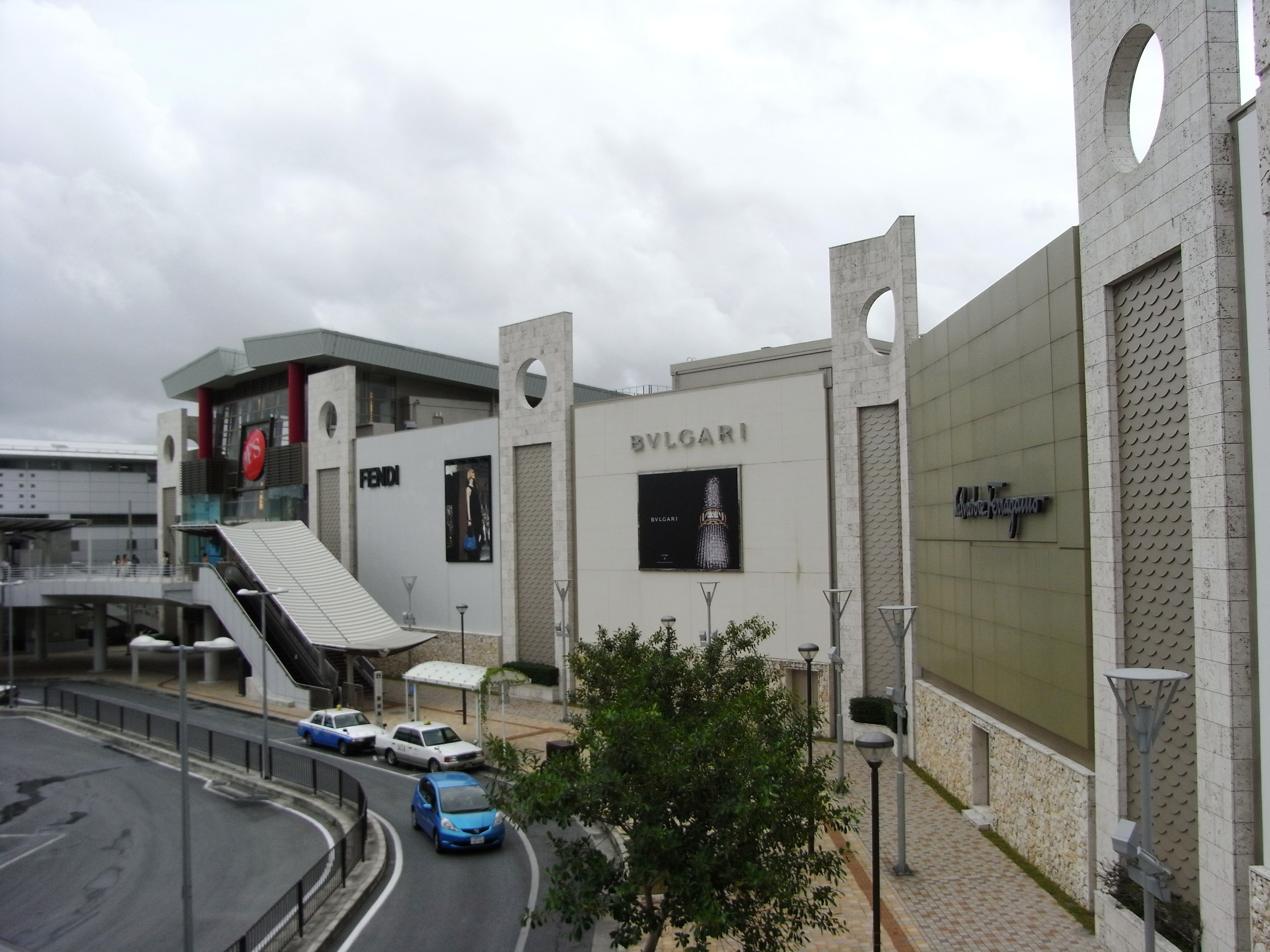
DFSギャラリア・沖縄

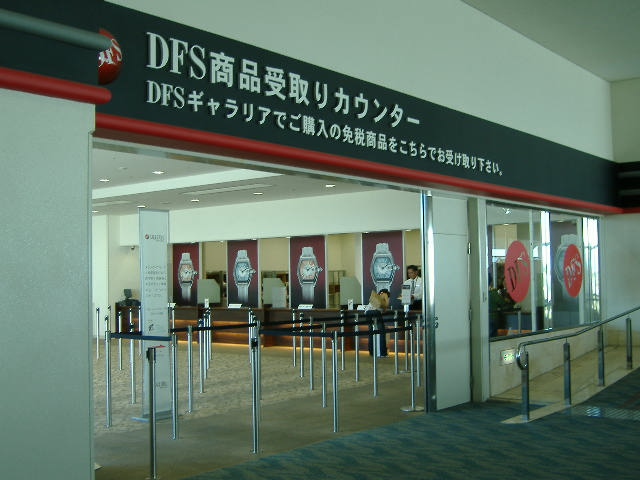
那覇空港内にある受取りカウンター

DFSギャラリア・沖縄（ディーエフエスギャラリア・おきなわ）は、沖縄県那覇市にある免税店である。運営は沖縄ディーエフエス株式会社で、LVMHグループの外資系企業である。

## 概要
2002年の沖縄振興特別措置法の改正によって設けられた特定免税店制度に基づく免税店である。LVMHのブランドを中心とした香水や宝石などの高級ブランド品を日本国内に居ながらにして免税で買うことができる日本唯一にして最大を誇り、沖縄振興の一端を担っている。（ルイ・ヴィトン、シャネルなどの市内店出店を除く）。
DFSギャラリア建設前は、マチナトハウジングエリアの一部、および那覇新都心内に新たに土地を確保して移築された佛立寺の大部分だった。着工前は、中華民国資本の35階建てホテルや、地球環境センタービルという温室効果ガス削減機能を有したビルの建設予定地だったが、いずれも事実上の白紙撤回。施設の北側に水道タンクを抱える丘が見えるが、ここは第2次世界大戦時に米軍からシュガーローフ(日本名：安里52高地)と呼ばれ、沖縄戦の激戦地のひとつとして知られる「シュガーローフの戦い」のあった場所である。DFS建設時にも2発の不発弾が見つかった。
また、那覇空港から19分で到達するゆいレールおもろまち駅に直結した入口側には、県内最大のレンタカーデポがあり、ここを発着点とした観光も可能となっている。館内にはレストランやカフェが併設されており、ショッピングの疲れを癒せると同時に、時として有名人を呼んだ大きなイベントを行っており、
ショッピング以外でも県内の情報発信基地として目が離せない存在である。
展開する商品群もアウトレットとは異なり、最新商品が2割前後程度安く購入することが出来る。しかも季節によってはブランド品でもセール対象になるものも多く、免税価格からさらにセール価格となるので、さらにお買い得となるようである。
2014年4月、「Tギャラリア沖縄 by DFS」に生まれ変わった。
2020年9月、新型コロナウイルス感染症流行の影響で営業規模の大幅な縮小を図った。
2020年10月、施設3階にあったパインツリーブレスが閉店し、飲食設備が消滅した。

## 免税対象者
那覇空港発の日本本土行（奄美地方を含む）または国際線の航空券所持者が対象である。沖縄県内在住者であっても沖縄県外に出域する場合は免税品の購入が可能である。
以前は沖縄県外に出域する国内線旅客のみ対象であったが、現在では国外に出国する国際線旅客も利用可能。おもろまちのギャラリア・沖縄で購入の場合は出発2時間前（国際線旅客は3時間前）までに購入の手続きを済ませ、品物は空港の制限区域内の受取カウンターで受け取ることになる。空港内店舗で購入の場合は搭乗便出発の15分前まで購入が可能である（ただし、空港店の営業時間は20:30まで）。
航空券のチケットレス化が進んでいるため、購入時に航空券そのものを所持していなくても、搭乗予定日と便名を申告することで免税品の購入が可能である。
平成24年4月の沖縄振興特別措置法改正以前は航空機利用者に限られていたが、この法改正により那覇市の若狭バースから沖縄県外又は国外へ出発するクルーズ船乗船客も免税品購入が可能になった。
平成24年12月20日付の内閣府告示改正により、那覇空港LCCターミナル内の受取カウンターが沖縄振興特別措置法26条の旅客ターミナル施設に指定されたため、同ターミナルを発着するPeach Aviation及びバニラ・エアにより沖縄県外に出域する旅客も同年12月21日より免税品購入が可能になった。ただし、LCCターミナル内にあるのは受取カウンターのみであり、売り場は設置されていない。
空港内受取カウンターでの商品の受取時及び出発時の空港店での商品購入の際は、チェックインカウンターや保安検査場で発行される搭乗券等の提示が必要となる。これは店頭で登録された顧客情報と一致しなければならない。店頭での登録後に搭乗便を変更した場合、登録時に発行された「ショッピング・カード」に記載の「お客様サービスセンター」にあらかじめ搭乗便変更の連絡をしていなければ、受取カウンターに商品が届いておらず購入した免税品を受け取れないことがある。特に国内線ターミナルとLCCターミナルの間では、その物理的距離及び移動手段の制約の関係から商品の移動に時間がかかるため、発着するターミナルが異なる便への変更の場合は時間的余裕をもって搭乗便変更の通知をするよう注意が必要である。
平成31年3月18日の那覇空港際内連絡ターミナル完成に伴い、LCCターミナルが閉鎖され、Peach Aviation及びバニラ・エアの発着も国内線ターミナル（改称され「旅客ターミナル」）に移行したことから、上記の制約がなくなり、両社の便で県外に出域する旅客についても空港内店舗での購入ができるようになった。
令和5年より、宮古空港および下地島空港に受取カウンターが開設され、同空港から県外に出発する乗客も免税ショッピングが可能になった（ただし、食品等一部商品は対象外）。

## 所在地等
- 〒900-0006 沖縄県那覇市おもろまち4-1
- 営業時間：10時～20時